# Sinagoga Eșua Tova de Bucarest
La Sinagoga Eșua Tova de Bucarest (en rumano: Sinagoga Eșua Tova din București) es el nombre que recibe un edificio religioso localizado en la ciudad de Bucarest, la capital del país europeo de Rumania, se trata de la sinagoga más antigua de la ciudad, sirviendo a la comunidad judía local.
La sinagoga se encuentra en 9 de la calle Take Ionescu, cerca de Piata Amzei. Fue construida en 1827 y renovada por última vez en 2007.